# Джеймс Мърфи
Джеймс Мърфи е американски музикант, китарист. По-известен с участието си в групите Obituary, Death и Testament. Основател е на ранната дет метъл група Disincarnate.

## Дискография

### Obituary
- Cause of Death – (1990)

### Death
- Spiritual Healing – (1990)

### Testament
- Low – (1994)
- The Gathering – (1999)